# Al Altaev
Margarita Vladimirovna Rokotova, escribiendo cómo Al Altaev (Kiev, 22 de noviembre de 1872 - Moscú, 13 de febrero de 1959), era una autora rusa de libros infantiles.

## Biografía
Margarita Vladimirovna Rokotova nació en Kiev en 1872. En 1889 comenzó una carrera de escritora después de haberse entrenado inicialmente como artista. El primer consejo vino del poeta Yakov Polonsky y rápidamente adoptó un nombre masculino, Al Altaev. El nombre fue tomado de uno de los cuentos de Polonsky.
Su carrera como escritora comenzó bien, pero se casó con un trabajador forestal llamado Iamshchikov, quien quemó las historias de su revista. Rokotova dejó a su esposo con el pasaporte, pero ella se llevó a su hija. Se mantuvo durante seis años copiando documentos mientras asistía a las estaciones de policía para explicar su falta de documentación.En 1899, ella publicó una biografía que escribió del poeta Semyon Nadson, que había muerto en 1877.
La revolución comenzaba y el departamento de Rokotova en San Petersburgo era la editora del periódico estudantil de izquierda Young Russia. Fue convocada para ayudar con dos periódicos bolcheviques después de la Revolución de Octubre en el Instituto Smolny. Como resultado, conoció a muchos de los principales revolucionarios como Lenin.
Fue convocada para anunciarse en Moscú, donde permaneció en el Hotel Metropole durante años. Con el tiempo, su hija comenzó a ayudarla. Ella adoptó el nombre de Art. Feliche.

## Muerte y legado
Altaev murió en 1959 en Moscú, poniendo fin a una carrera literaria de 70 años. . Ella había escrito unos 200 libros, pero muchos fueron olvidados. Muchos de sus libros eran biografías de personajes famosos de la historia o novelas históricas para niños. También escribió una buena cantidad de historias que podría compilar en libros.
En el pueblo de Lositsy, distrito de Plyuska, región de Pskov, en el territorio de la antigua propiedad noble del distrito de Log Gdovsky, se estableció la Casa y Museo Literario y Conmemorativo Al Altaev para el escritor (inaugurado en 1967).